# Lynnview
Lynnview és una població dels Estats Units a l'estat de Kentucky. Segons el cens del 2000 tenia 965 habitants.

## Demografia
Segons el cens del 2000, Lynnview tenia 965 habitants, 435 habitatges, i 281 famílies. La densitat de població era de 1.961 habitants/km².
Dels 435 habitatges en un 27,1% hi vivien nens de menys de 18 anys, en un 47,6% hi vivien parelles casades, en un 14,3% dones solteres, i en un 35,4% no eren unitats familiars. En el 31,3% dels habitatges hi vivien persones soles el 17,5% de les quals corresponia a persones de 65 anys o més que vivien soles. El nombre mitjà de persones vivint en cada habitatge era de 2,22 i el nombre mitjà de persones que vivien en cada família era de 2,76.
Per edats la població es repartia de la següent manera: un 21,6% tenia menys de 18 anys, un 7,5% entre 18 i 24, un 28,1% entre 25 i 44, un 19,4% de 45 a 60 i un 23,5% 65 anys o més.
L'edat mediana era de 40 anys. Per cada 100 dones de 18 o més anys hi havia 79 homes.
La renda mediana per habitatge era de 32.738 $ i la renda mediana per família de 37.891 $. Els homes tenien una renda mediana de 30.667 $ mentre que les dones 21.875 $. La renda per capita de la població era de 16.414 $. Entorn del 7,3% de les famílies i el 8,6% de la població estaven per davall del llindar de pobresa.

## Poblacions més properes
El següent diagrama mostra les poblacions més properes.